# Giulia Elettra Gorietti
Giulia Elettra Gorietti (Roma, 26 settembre 1988) è un'attrice italiana.

## Biografia
Nasce a Roma. Il padre è italiano, la madre (nata a Berlino) è di origini tedesche e portoghesi.
Studia recitazione frequentando alcuni laboratori con Gisella Burinato e presso l'associazione culturale Mondo artistico.
Nel 2003, a 14 anni, fa il suo debutto con il film Caterina va in città, diretto da Paolo Virzì, nel quale recita insieme a Margherita Buy e Sergio Castellitto. Successivamente recita in Tre metri sopra il cielo (2004), regia di Luca Lucini, che la dirige anche nel cortometraggio La notte bianca, e partecipa al film L'uomo spezzato (2005), regia di Stefano Calvagna.
Nel 2005 è nel cast di Ti amo in tutte le lingue del mondo, film diretto e interpretato da Leonardo Pieraccioni. Gira quindi il film Ho voglia di te, del 2007.
Sempre nel 2007 partecipa, in coppia con Federico Uslenghi, alla seconda edizione del programma Notti sul ghiaccio, condotto da Milly Carlucci e trasmesso da Rai 1. Nel 2008 torna sul grande schermo con il film Ultimi della classe, regia di Luca Biglione, e sul piccolo schermo con il film televisivo Le ali, regia di Andrea Porporati, in onda su Rai 1.
Nel 2012 interpreta Calipso nel programma televisivo Colorado - 'Sto classico. Sempre nel 2012 è nel cast di Terra ribelle 2 - Il nuovo mondo, dove interpreta Chiara.
Nel 2015 interpreta il ruolo di Sabrina in Suburra di Stefano Sollima, ed è nel cast della fiction Solo per amore, diretta da Raffaele Mertes e da Daniele Falleri, in onda in prima serata su Canale 5.
Nel 2016 è nel film La cena di Natale, mentre nel 2018 interpreta Francesca in Manuel, una coproduzione italo-francese. Nel 2018 fa parte del cast di Sconnessi. Successivamente è nel film per Sky Cinema, Lei mi parla ancora (2021) di Pupi Avati, dove interpreta il ruolo di Marta, e poi in alcune commedie italiane e nel 2022 è una delle protagoniste di Compulsion, con la regia di Neil Marshall.

### Vita privata
Dopo essere stata fidanzata per cinque anni con il calciatore Lorenzo De Silvestri, si è sposata con il calciatore Pietro Iemmello e il 18 giugno 2018 la coppia ha avuto la loro prima figlia, Violante.

## Filmografia

### Cinema
- Caterina va in città, regia di Paolo Virzì (2003)
- Tre metri sopra il cielo, regia di Luca Lucini (2004)
- La notte bianca, regia di Luca Lucini – cortometraggio (2004)
- L'uomo spezzato, regia di Stefano Calvagna (2005)
- Ti amo in tutte le lingue del mondo, regia di Leonardo Pieraccioni (2005)
- Ho voglia di te, regia di Luis Prieto (2007)
- Ultimi della classe, regia di Luca Biglione (2008)
- Prigioniero di un segreto, regia di Carlo Fusco (2009)
- L'ultimo ultras, regia di Stefano Calvagna (2009)
- Almeno tu nell'universo, regia di Andrea Biglione (2011)
- Suburra, regia di Stefano Sollima (2015)
- La cena di Natale, regia di Marco Ponti (2016)
- Manuel, regia di Dario Albertini (2017)
- Sconnessi, regia di Christian Marazziti (2018)
- Lei mi parla ancora, regia di Pupi Avati (2021)
- Un mondo sotto social, regia di Claudio Casisa e Annandrea Vitrano (2022)
- Lo sposo indeciso che non poteva o forse non voleva più uscire dal bagno, regia di Giorgio Amato (2023)
- Compulsion, regia di Neil Marshall (2023)
- 30 anni (di meno), regia di Mauro Graiani (2024)
- Dedalus, di Gianluca Manzetti (2024)

### Televisione
- Bakhita - La santa africana, regia di Giacomo Campiotti – miniserie TV (2009)
- I liceali 3 – serie TV (2011)
- Un amore e una vendetta, regia di Raffaele Mertes – miniserie TV (2011)
- Terra ribelle 2 - Il Nuovo Mondo – serie TV (2012)
- I segreti di Borgo Larici, regia di Alessandro Capone – miniserie TV (2014)
- Solo per amore – serie TV (2015-2017)
- Trust – serie TV (2018)
- Vivi e lascia vivere – serie TV (2020)

## Programmi TV
- Colorado - 'Sto classico (Italia 1, 2012)

## Videoclip
- Dalla pelle al cuore di Antonello Venditti, regia di Gaetano Morbioli (2007)
- Regali di Natale di Antonello Venditti, regia di Gaetano Morbioli (2007)
- I Keep Fallin' dei NYLO, regia di Dave Depares (2011)